# نشأة الباريونات
في علم الكون الفيزيائي، نشأة الباريونات (بالإنجليزية: baryogenesis)‏ هو مصطلح عام في العمليات الفيزيائية النظرية التي تنتج عنها تباين في عدد الباريونات ومضادات الباريونات أثناء الانفجار العظيم. المادة الباريونية التي بقيت إلى اليوم، هي نتاج عملية إفناء بين الباريونات ومضادات الباريونات في الفضاء الكوني في وقت نشأة الكون.
نظريات نشأة الباريونات تقوم على توظيف نظرية الحقل الكمومي والفيزياء الإحصائية، لوصف الآليات المحتملة لعملية نشأة الباريونات. والفارق بين تلك النظريات هو في وصفها للتفاعلات بين الجسيمات الأساسية. العملية التي تلي نشأة الباريونات هي تخليق الانفجار العظيم النووي، التي فيها بدأت أنوية الذرات الخفيفة في التكوّن.
إحدى المشاكل البارزة في الفيزياء الحديثة هي هيمنة كمية المادة على كمية المادة المضادة في الكون. يبدو أن للكون ككل كثافة بـ«رقم باريون» غير صفري موجب، ما يعني وجود المادة. بما أن علم الكونيات يفترض أن الجسيمات التي نراها  نشأت بفعل نفس القوانين الفيزيائية التي نقيسها اليوم، فمن المتوقع أن يكون رقم الباريون الكلي صفرًا، إذ من المفترض أن الكون أنتج كمية متساوية من المادة والمادة المضادة. أدى ذلك إلى اقتراح عدد من الآليات لـ«كسر التناظر»، والتي تفضل إنتاج المادة العادية (على حساب المادة المضادة) في ظل ظروف معينة. كان انعدام التوازن هذا صغيرًا على نحو استثنائي، في حدود جسيم واحد لكل عشرة مليارات (1010) بعد جزء صغير من الثانية من الانفجار العظيم، ولكن بعد إفناء معظم المادة والمادة المضادة، تبقت المادة الباريونية في الكون الحالي، إلى جانب عدد أكبر بكثير من البوزونات. مع ذلك، أظهرت تجارب مختبر «فيرميلاب» عام 2010 أن عدم التوازن هذا أكبر بكثير مما كان يُعتقد سابقًا. في تجربة تضمنت تصادمات جسيمة، كانت كمية المادة الناتجة أكبر بنسبة 1% تقريبًا من كمية المادة المضادة. ما زال سبب هذا التناقض غير معروف.
تستند نظريات نشأة الباريونات على أوصاف مختلفة للتفاعلات بين الجسيمات الأولية. هناك نظريتان رئيسيتان هما: «نشأة الباريونات بالتآثر الكهروضعيف» (في نظرية النموذج العياري)، والتي تحدث أثناء حقبة «التآثر الكهروضعيف»، و«نشأة الباريونات بالنظرية الموحدة العظمى» (جي يو تي)، التي ستحدث أثناء «حقبة التوحيد العظمى» أو بعدها بفترة قصيرة. تُستخدم نظرية الحقل الكمومي والفيزياء الإحصائية لوصف هذه الآليات الممكنة.
تلت عملية «التخليق النووي الابتدائي» نشأة الباريونات، أي عندما بدأت الأنوية الذرية بالتكون.

## نشأة الباريونات بالنظرية الموحدة العظمى وفق شروط ساخاروف
في عام 1967، اقترح الفيزيائي «أندريه ساخاروف» ثلاثة شروط ضرورية يجب أن يفي بها التفاعل المُولد للباريونات لانتاج المادة والمادة المضادة بمعدلات مختلفة. استُوحيت هذه الشروط من الاكتشافات الحديثة لـ «الإشعاع الخلفي الكوني» و«خرق تناظر الشحنة السوية» (خرق تناظر سي بّي) وجُسيم «الكاون» المتعادل. تنص شروط ساخاروف الثلاثة على:
- خرق  «رقم الباريون» (خرق رقم بي).
- خرق «تناظر اقتران الشحنة» (خرق تناظر سي) و«تناظر الشحنة السوية» (خرق تناظر سي بّي).
- حدوث التفاعل بدون توازن حراري.

يُعد خرق رقم الباريون شرطًا جليًا وضروريًا لإنتاج فائض من الباريونات على حساب الباريونات المضادة. لكن هناك حاجة أيضًا إلى خرق تناظر سي حتى لا تتوازن التفاعلات التي تُنتج باريونات أكثر من الباريونات المضادة مع التفاعلات التي تُنتج باريونات مضادة أكثر من الباريونات. وبالمثل، هناك حاجة أيضًا إلى خرق تناظر سي بّي، فبدون هذا الشرط ستُنتج أعداد متساوية من «الباريونات اليسارية» و«الباريونات المضادة اليمينية»، وكذلك أعداد متساوية من «الباريونات اليسارية» و«الباريونات المضادة اليمينية». أخيرًا، يجب أن تحدث التفاعلات بدون توازن حراري، لأن «تناظر الشحنة السوية بانعكاس الزمن» (تناظر سي بّي تي) سيضمن تعويض العمليات التي تزيد وتقلل من رقم الباريون.
لا يوجد حاليًا أي دليل تجريبي على تفاعلات جسيمية تخرق رقم الباريون باستخدام «نظرية الاضطراب»: يشير هذا على ما يبدو إلى أن جميع التفاعلات الجسيمية المرصودة لها رقم باريون مساو قبل وبعد حدوث التفاعل. هذا يعني رياضيًا أن «المُبدل الرياضي» للمؤثر الكمومي لرقم الباريون مع «المؤثر الهاملتوني» في النموذج العياري (باستخدام نظرية الاضطراب) يساوي الصفر: {\displaystyle [B,H]=BH-HB=0}. مع ذلك، من المعروف أن النموذج العياري يخرق مبدأ حفظ رقم الباريون بدون استخدام نظرية الاضطراب: «شذوذ الزمرة الوحدية العامة من الدرجة الأولى» (يو 1). لأخذ خرق رقم الباريون بعين الاعتبار في نشأة الباريونات، يمكن أن تحدث مثل هذه التفاعلات (بما في ذلك اضمحلال البروتونات) في «النظريات الموحدة العظمى» (جي يو تي) و«نماذج التناظر الفائق» (سوسي) من خلال بوزونات افتراضية ذات كتلة كبيرة مثل «بوزون إكس».
اكتُشف الشرط الثاني -خرق تناظر سي بّي- في عام 1964 (اكتُشف حدوث خرق مباشر في تناظر سي بّي في عملية اضمحلال، في وقت لاحق عام 1999). بسبب تناظر سي بّي تي، يتطلب خرق تناظر سي بّي خرق «تناظر انعكاس الزمن» (تناظر تي).
في حالة حدوث هذا التفاعلات دون توازن حراري، ينص الشرط الأخير على أن معدل التفاعل الذي يولد عدم تناظر في رقم الباريون يجب أن يكون أقل من معدل توسع الكون. في هذه الحالة، لا تحقق الجسيمات وجسيماتها المضادة التوازن الحراري بسبب التوسع السريع الذي يقلل من حدوث «الإفناء الزوجي» (بين الجسيم وجسيمه المضاد).